# Klinteskoven
 Ikke at forveksle med Store Klinteskov.
Klinteskoven er en dansk dokumentarfilm fra 2007 med instruktion og manuskript af Rumle Hammerich.

## Handling
En oplevelse gennem den næsten uberørte skov, der omkranser Møns Klint.